# Hesperolaburnum platycarpum
Hesperolaburnum platycarpum là một loài thực vật có hoa trong họ Đậu. Loài này được (Maire) Maire miêu tả khoa học đầu tiên.